# ГЕС Доннеллс
ГЕС Доннеллс — гідроелектростанція у штаті Каліфорнія (Сполучені Штати Америки). Знаходячись перед ГЕС Beardsley (11 МВт), становить верхній ступінь однієї з гілок гідровузла у сточищі річки Станіславус, правої притоки Сан-Хоакін, яка впадає до затоки Сан-Франциско.
У межах проекту річку Міддл-Форк-Станіславус (права твірна Станіславус) перекрили бетонною арковою греблею висотою 147 метрів та довжиною 293 метри. Вона утримує водосховище з площею поверхні 1,7 км2 та об'ємом 79,3 млн м3 (корисний об'єм 73,2 млн м3).
Зі сховища через лівобережний гірський масив прокладено дериваційний тунель завдовжки 11,3 км та діаметром 3,4 метра, який переходить у напірний водовід довжиною 0,8 км з діаметром 2 метра. Він живить одну турбіну типу Пелтон потужністю 72 МВт.
Видача продукції відбувається по ЛЕП, розрахованій на роботу під напругою 115 кВ.